# Seznam britanskih biatloncev
Seznam britanskih biatloncev.

## C
- Tom Clemens

## D
- John Dent
- Mike Dixon
- Scott Dixon

## F
- Vinny Fountain

## G
- Mark Gee

## J
- Lee-Steve Jackson

## L
- Amanda Lightfoot

## M
- Charles MacIvor
- Tony McLeod
- John Moore

## N
- Alan Notley

## S
- Norman Shutt
- Jason Sklenar

## T
- Roderick Tuck

## W
- Jim Wood